# Friend's Basketball Association
La Friend's Basketball Association (FBA) est un club ivoirien de basket-ball féminin basé à Abidjan. 

## Histoire
Le club remporte sa première Coupe de Côte d'Ivoire en 2023, s'imposant en finale face au Club sportif d'Abidjan Treichville.